# La vida breve (de Falla)
Die Oper La vida breve (Das kurze Leben) ist ein lyrisches Drama in zwei Akten und vier Bildern von Manuel de Falla auf ein Libretto von Carlos Fernández-Shaw. Die Uraufführung fand 1913 im Casino municipal zu Nizza in französischer Sprache statt.
De Falla verwendet in seiner veristisch und impressionistisch beeinflussten Oper viele Elemente aus der spanischen Folklore, wie den Cante jondo mit rhythmischen Ostinati, sowie andere Formen des Flamenco. Der Chor agiert meist im Hintergrund und dient zur Untermalung von Stimmungen. Nur im 2. Akt ist er auch Handlungsträger. Mit dieser Oper hat de Falla zu seiner eigenen Tonsprache gefunden.
La vida breve spielt in Granada und gilt als „spanischste aller Opern“.

## Inhalt

### Erster Akt
Schauplatz der Oper ist das Gitano-Viertel im Albaicín von Granada.

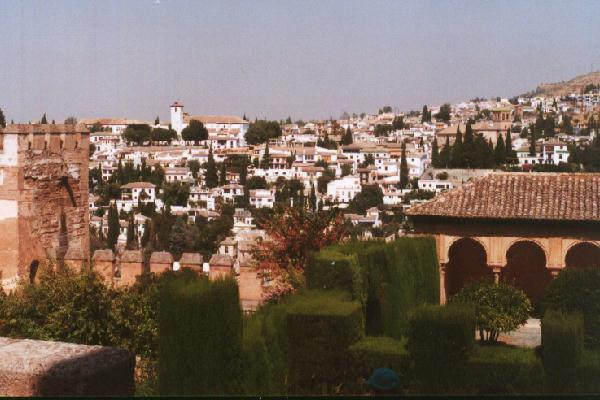
Blick auf den Albaicín von der Alhambra aus

Salud, die einer armen Gitano-Familie entstammt, wohnt zusammen mit ihrer Großmutter und ihrem Großonkel Sarvaor in der Nähe einer Schmiede und eines Marktes. Nach einer kurzen orchestralen Einleitung ertönen Schmiedehämmer und Gesänge, darunter ein Klagegesang, der sich wie ein Leitmotiv durch die Oper zieht.

«Malaya el hombre… Malhaya quien nace yunque, en vez de nacer martillo.»

„Unselig der Mensch, der zu düsterem Geschick geboren wird. Unselig, wer zum Amboss bestimmt ist, anstatt zum Hammer.“

Salud wartet verzweifelt auf ihren Verlobten Paco, einen jungen Mann aus der Oberschicht. Die Großmutter versucht, Salud zu trösten, und warnt sie, dass zu viel Liebe gefährlich ist. Salud beklagt ihr Los

«La vida del pobre que vive sufriendo debe ser mu corta.»

„Das Leben des Armen, der im Leiden lebt, wird sehr kurz sein.“

Als Paco endlich eintrifft, versichert er Salud noch einmal seiner Liebe und Treue. Unterdessen kommt Saluds Großonkel Sarvaor aufgebracht zurück. Er erzählt der Großmutter, dass Paco Salud betrügt und am nächsten Tag ein reiches Mädchen seines Standes heiraten will. Sarvaor plant, Paco zu töten, wovon ihn die Großmutter abhält. Paco verlässt das Haus und entkommt unbehelligt.

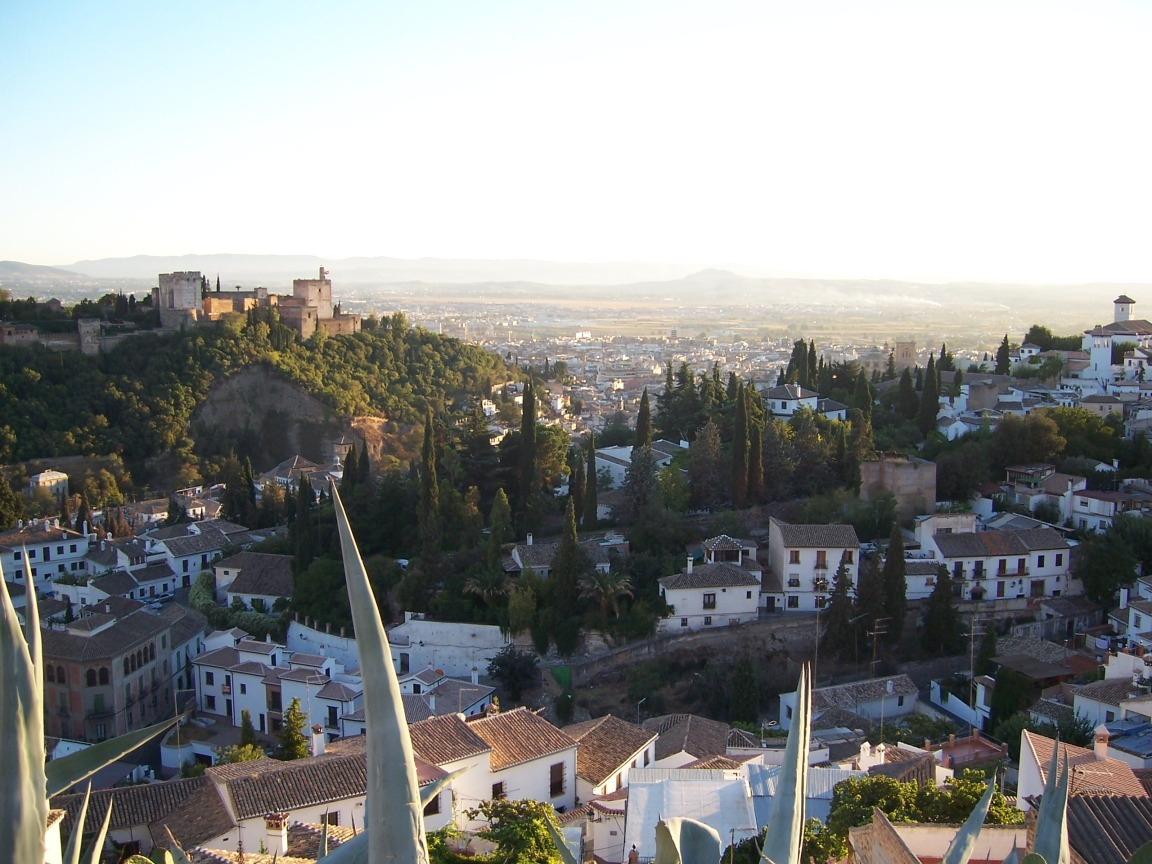
Blick auf die Alhambra und den Albaicín vom Sacro Monte aus

Das zweite Bild ist ein Orchesterzwischenspiel mit Chor unter dem Titel Intermezzo Granada, in dem nach den Regieanweisungen das Panorama Granadas von Sacro Monte aus gezeigt wird. Dieses Zwischenspiel ist ein Stimmungsbild. Der Abend kommt, und die Nacht bricht herein. Untermalt wird das Intermezzo durch ineinandergreifende Stimmen aus Einzelstimmen und Chören, mit Klagerufen, Mädchenlachen, Arbeitsgeräuschen und Stimmen vom Markt. Das Zwischenspiel leitet in einen folkloristischen spanischen Tanz mit Kastagnetten, den Beginn des 2. Aktes, über. Dieser Tanz ist eines der bekanntesten Stücke de Fallas und wird häufig auch konzertant gebracht.

### Zweiter Akt
Schauplatz des zweiten Aktes ist ein Haus, in dem Paco gerade mit Carmela Hochzeit hält. Nach einem spanischen Tanz trägt ein Sänger vor den Gästen andalusische Soleares mit Gitarrenbegleitung vor. Während des anschließenden Tanzes tritt Salud auf. Sie hat inzwischen von Pacos Treulosigkeit erfahren und sieht durch das Fenster. In einer verzweifelten Szene beklagt sie ihr Leid und wünscht sich den Tod. Sarvaor und die Großmutter kommen hinzu, versuchen vergeblich, Salud zu trösten und verfluchen Paco. Salud singt vor einem anderen Fenster das Lied aus der Schmiede.

«[…] Malhaya quien nace yunque, en vez de nacer martillo.»

Paco, der Saluds Stimme vernommen hat, wird unruhig. Salud hat nur noch den Wunsch, in das Haus zu kommen, um Paco zur Rede zu stellen.
Ein Intermezzo und ein weiterer Tanz leiten die 2. Szene, das Finale der Oper, ein. Manuel, Carmelas Bruder gratuliert Paco und Carmela. In diesem Moment betreten Salud und Sarvaor den Hof des Hauses und Sarvaor wird von den Gästen als Gitano erkannt. Daraufhin behauptet Sarvaor, zusammen mit Salud vor den Gästen tanzen und singen zu wollen, und Manuel verspottet ihn. Salud reißt sich los und beschuldigt Paco. Als Paco alles abstreitet, sinkt Salud zu Boden und stirbt. Die Großmutter beklagt Saluds Tod und bezeichnet Paco als infamen Verräter. Die Oper endet mit dem Ausruf der Großmutter und Sarvaors: „Judas!“

## Entstehung
Im Jahre 1904 schrieb die Akademie der Schönen Künste in Madrid einen Wettbewerb für einaktige Opern aus. Der damals 28-jährige de Falla begann sofort auf Anregung seines Lehrers Felip Pedrell mit der Komposition einer eigentlich zweiaktigen Oper auf ein Libretto seines Freundes Carlos Fernández-Shaw, eines erfolgreichen Zarzuela-Librettisten. Die Oper La vida breve erhielt zwar im Jahre 1905 den ersten Preis, aber die spanische Erstaufführung fand erst am 14. November 1914 im Teatro Zarzuela in Madrid statt, nachdem das Werk bereits in Nizza und Paris aufgeführt worden war.

## Diskographie (Gesamtaufnahmen)
- Capilla Clasica Polifonica, Gran Teatre del Liceu Barcelona unter Ernesto Halffter Escriche mit Victoria de los Ángeles und Pablo Civil, EMI 1952.
- Chor Orfeón Donostiarra, Orquesta Nacional de España unter Rafael Frühbeck de Burgos, mit Victoria de los Ángeles und Carlos Cossuta, EMI 1966.
- Ambrosian Opera Chorus, London Symphony Orchestra unter García Navarro mit Teresa Berganza und José Carreras, DG 1978.

jüngere Aufnahmen
- Cincinnati SO unter Jesús López Cobos, Telarc 1990.
- Orchestra Ciudad de Granada, Josep Pons, harmonia mundi 1998.
- Orchestra Teatro lirico di Cagliari, Rafael Frühbeck de Burgos, Dynamic (Klassik Center Kassel), 2002
- Asturias SO, Maximiano Valdés, Naxos 2004